# Брон Строумэн
Адам Джозеф Шерр (англ. Adam Joseph Scherr, род. 6 сентября 1983, Шеррилс Форд, Северная Каролина) — американский рестлер и силовой атлет. До этого он выступал в WWE под именем Брон Строумэн (англ. Braun Strowman).
В WWE он является однократным чемпионом Вселенной, однократным интерконтинентальным чемпионом и двукратным командным чемпионом WWE Raw (с 10-летним ребёнком Николасом и Сетом Роллинсом). Он также является победителем мужского матча Money in the Bank 2018 года, победителем матча «Величайшая королевская битва» и победителем «Королевской битвы памяти Андре Гиганта» 2019 года.
На протяжении всех своих выступлений в WWE Строумэн изображался как неудержимый монстр, получив прозвище «Монстр среди людей», а также «Монстр всех монстров» после своего возвращения в 2022 году.

## Биография
Адам Шерр родился 6 сентября 1983 года в городе Шеррилл Форд, Северная Каролина. Его отец Рик Шерр — один из величайших игроков в софтбол всех времен, который до сих пор является обладателем ряда рекордов в этом виде спорта. Во время своего обучения в школе Адам пробовал себя в американском футболе и тяжелой атлетике, так как он сильно выделялся габаритами среди сверстников, но профессионального футболиста из Шерра не получилось — в 2007 году он отправился в тренировочный лагерь NFL, но ни одна из профессиональных команд так и не сделала ему предложение контракта. Чтобы начать зарабатывать хоть какие-то деньги Адам Шерр устраивается механиком в автомастерскую и в это же время он начинает заниматься силовым экстримом.

## Карьера в силовом экстриме
В конце 2000-х годов Адам Шерр активно участвует в любительских соревнованиях по силовому экстриму, но получает профессиональную лицензию 5 ноября 2011 года, победив в любительском чемпионате NAS. 4 марта 2012 года он побеждает в чемпионате Arnold Classic Strongman в зачете любителей и получает приглашение на аналогичные соревнования в 2013 году, но уже среди профи. Помимо самой известной серии в силовом экстриме Адам Шерр участвовал в чемпионате SCL в Северной Америке 8 июля 2012 года, заняв 5-е место в общем зачете, а также участвовал в соревнованиях Giants Live в Польше 21 июля, заняв 7-е место в общем зачете.

## Карьера в рестлинге

### WWE

#### Подготовка (2013—2015)
В начале 2013 года Шерр подписал контракт с рестлинг-промоушеном WWE и был направлен в WWE Performance Center в Орландо, Флорида, где принял имя Брон Стоумэн (имя — отсылка к игроку «Милуоки Брюэрс» Райану Брону). В 2014 году он выступал в качестве одного из «бутонов» Адама Роуза в рамках его образа «Экзотический экспресс». Он дебютировал в рестлинге 19 декабря 2014 года на живом шоу NXT в Джэксонвилле, победив Чеда Гейбла. 2 июня 2015 года Стоумэн появился на съемках Main Event в тёмном матче, где победил неизвестного рестлера.

#### Семья Уайаттов (2015—2016)

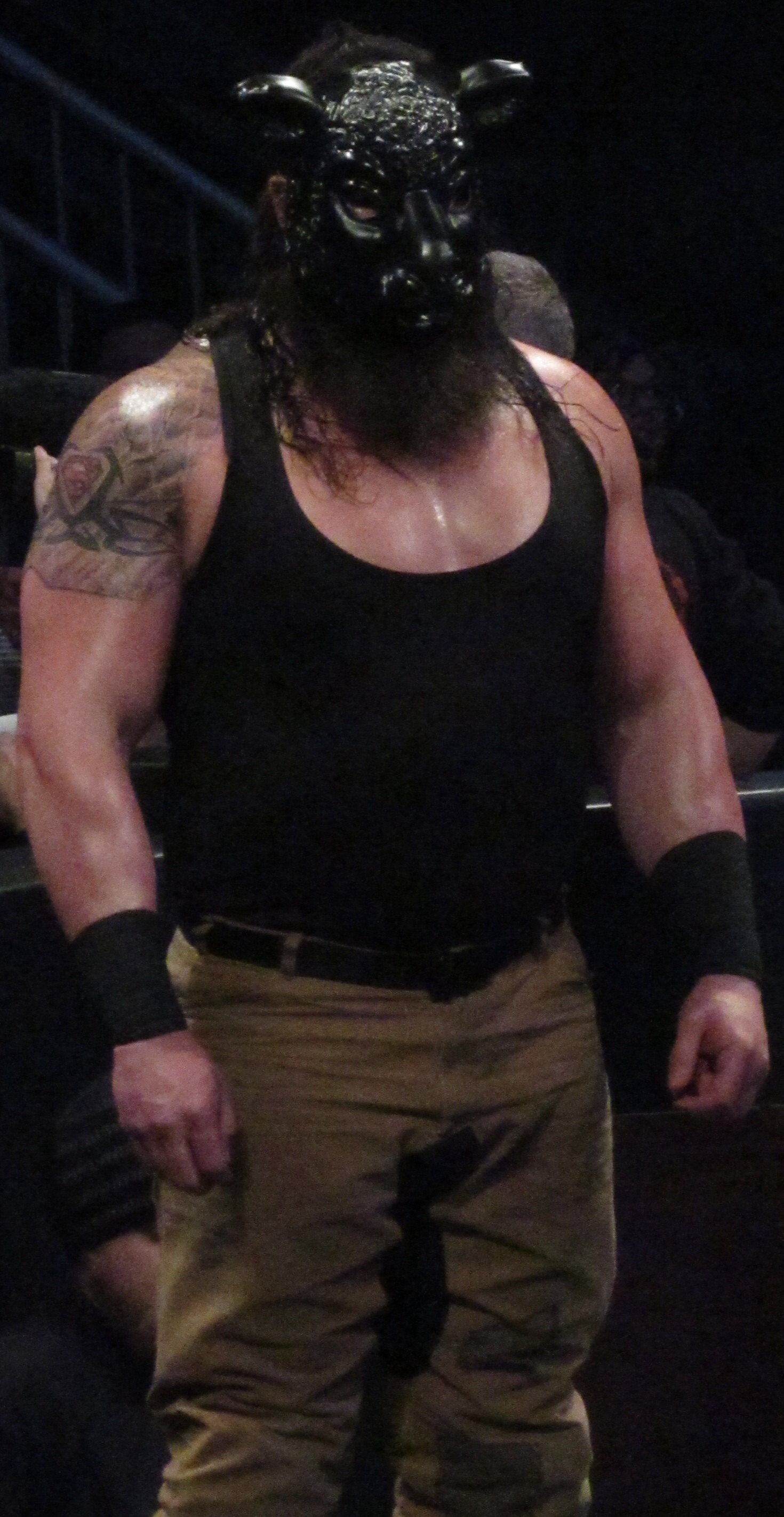
Строумэн (в образе Чёрной овцы) в составе «Семьи Уайаттов» в январе 2016 года

В эпизоде Raw от 24 августа Шерр под изменённым именем Брон Строумэн дебютировал в основном ростере, напав на Дина Эмброуза и Романа Рейнса и утвердившись в качестве нового члена «Семьи Уайаттов». Свой первый одиночный матч Строумэн провел 31 августа на шоу Raw, победив Эмброуза по дисквалификации. 20 сентября на Night of Champions Строумэн принял участие в своем первом матче на PPV-шоу, где «Семья» победила Эмброуза, Рейнса и Криса Джерико. 13 декабря на TLC: Tables, Ladders & Chairs «Семья Уайаттов» победила «Истоки ECW» (Бубба Рэй Дадли, Ди-Вон Дадли, Райно и Томми Дример) в матче за столами.
24 января 2016 года на Royal Rumble Строумэн появился в матче «Королевская битва» за звание чемпиона мира WWE в тяжелом весе, выбросив пять соперников, прежде чем его устранил Брок Леснар, но Строумэн вернулся в матч и помог своим товарищам из «Семьи Уайаттов» выбросить Леснара. На Fastlane 21 февраля «Семья Уайаттов» проиграла Биг Шоу, Кейну и Райбеку, но вернула себе победу в матче-реванше на следующий вечер на Raw. 3 апреля на WrestleMania 32 он появился во время противостояния Скалы и Джона Сины с «Семьей Уайаттов». Первоначально планировалось, что «Семья Уайаттов» встретится с «Лигой наций» 1 мая на Payback, но матч был отменен после того, как Уайатт получил травму. Вскоре «Семья Уайаттов» начала вражду с командными чемпионами WWE «Новый день», победив их 24 июля на Battleground.

#### Одиночные выступления (2016—2018)
На WrestleMania Backlash 16 мая Строумэн не смог выиграть титул у Лэшли в матче «Тройная угроза», в котором также участвовал Дрю Макинтайр. Это был его последний матч, так как он был уволен 2 июня 2021 года.

### Возвращение в WWE (2022)
На Raw 5 сентября Брон Строумен, проведя около полутора лет вне WWE, вернулся в эту компанию. После его первых матчей, которые Строумен легко выигрывал, на него обратили внимание МВП и Омос. МВП заявил, что Строумен зря называет себя «Монстром из всех монстров», ведь по сравнению с Омосом он отнюдь не гигант. 21 октября на Smackdown рестлеры поругались и чуть не подрались, но зато по итогам шоу был назначен матч на Crown Jewel. В этом матче Строумен смог возместить недостаток роста и веса, вытерпел коронные приёмы Омоса и реализовал свою возможность, проведя Пауэрслэм и удержав оппонента.

## Титулы и достижения

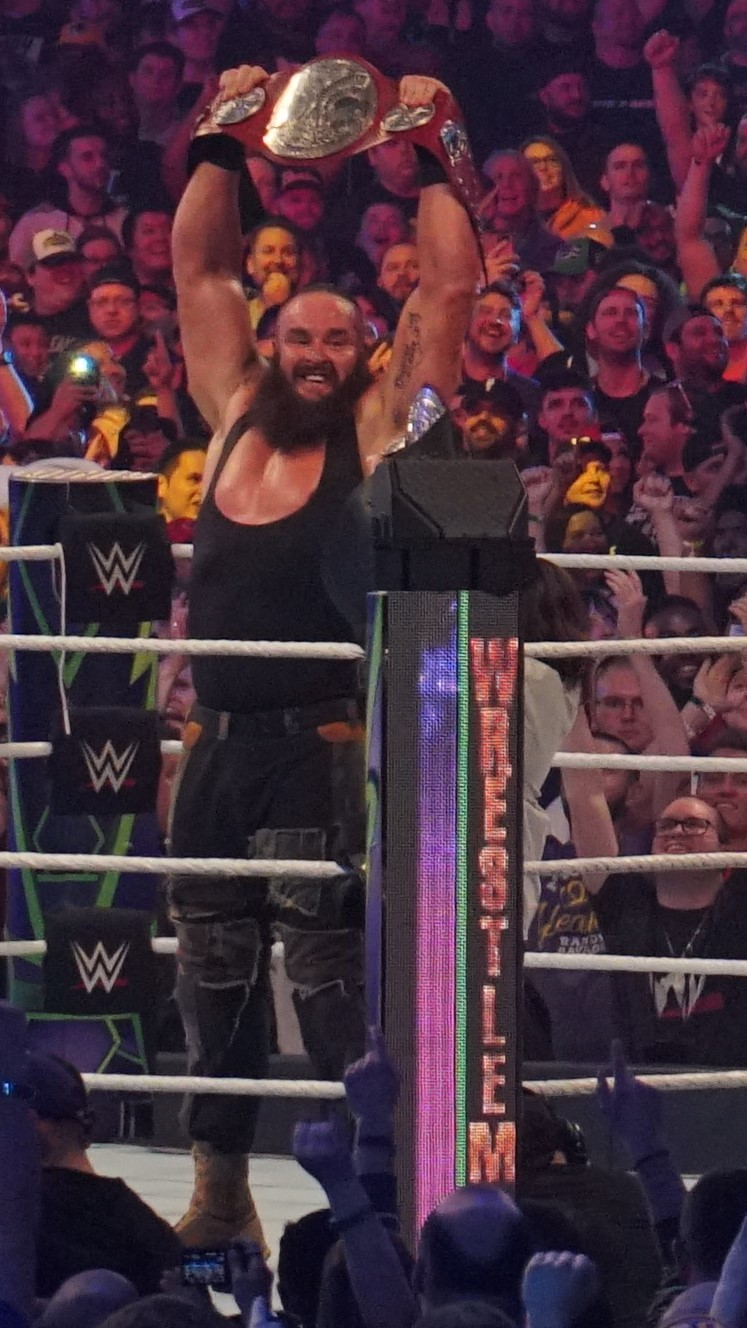
Строумэн, после выигрыша командных поясов Raw на WrestleMania 34

### Силовая атлетика
- Arnold Amateur Strongman Championships
  - Победитель (2012)
- Central GA Strongest Man
  - Победитель (2011)
- NAS US Amateur National Championships
  - Победитель (2011)
- Summerfest Strongman
  - Победитель (2011)
- West Cary Fall Festival of Power
  - Победитель (2011)
- Битва Чемпионов Европы
  - Победитель (2010)
- Монстр Мидленда
  - Победитель (2010)

### Рестлинг
- Pro Wrestling Illustrated
  - PWI ставит его на № 6 в списке 500 лучших рестлеров 2018 года[26]
- Wrestling Observer Newsletter
  - Самый прогрессирующий рестлер (2017)[27]
  - Худшая вражда года (2020) — против Брэя Уайтта
  - Худший матч года (2020) — против Брэя Уайтта на The Horror Show at Extreme Rules
- WWE
  - Чемпион Вселенной WWE (1 раз)[28]
  - Интерконтинентальный чемпион WWE (1 раз)[29]
  - Командный чемпион WWE Raw (2 раза) — с Николасом (1), Сетом Роллинсом (1)[30][31]
  - Победитель «Величайшей королевской битвы» в Саудовской Аравии[32]
  - Победитель Money In The Bank (2018)[33]
  - Обладатель мемориального трофея им. Андре Гиганта (2019)[34]